# Frederik F. Günther
Frederik F. Günther (* 10. Juli 1989 in Worms) ist ein deutscher Schauspieler.  

## Leben
Frederik F. Günther wuchs in der Nähe von Frankfurt am Main auf. Nach dem Abitur reiste er zunächst zwei Jahre lang durch Australien, Neuseeland und Südostasien.
Er studierte an der Johannes-Gutenberg-Universität in Mainz Theater- und Filmwissenschaften und „Performing Arts“ an der Hochschule für Bildende Künste in Braunschweig. Von 2015 bis 2018 absolvierte er den Schauspielstudiengang an der Filmuniversität Babelsberg Konrad Wolf in Potsdam. Zu seinen Lehrern und Regisseuren während der Ausbildung gehörten Esther Esche, Götz Schubert, Florian Hertweck, Jörg Steinberg und Jörg Witte. Vor und während seines Studiums hatte er Gastengagements bei Produktionen in Braunschweig und Frankfurt am Main. In der Spielzeit 2017/18 war er am Hans-Otto-Theater in Potsdam engagiert und spielte dort den René in der Produktion Skizze eines Sommers (nach dem gleichnamigen Roman von André Kubiczek). 2019 gastierte er am Toppler-Theater in Rothenburg ob der Tauber als Maik einer Bühnenfassung des Romans Tschick.
Von 2019 bis 2022 war er festes Ensemblemitglied am Theater Magdeburg. In der Spielzeit 2021/22 spielte er am Theater Magdeburg u. a. die Hauptrolle des Anton in Pünktchen und Anton. In der Uraufführung des Familienstücks Sparwasser (Regie: Krzysztof Minkowski) des früheren Magdeburger Stadtschreibers Jörg Menke-Peitzmeyer übernahm er die Rolle des Matse. In der Spielzeit 2021/22 war er als Felix in Der einsame Weg (Regie: Tim Kramer) zu sehen.
Günther wirkte als Darsteller in mehreren Kurzfilmen mit und realisierte während seines Studiums gemeinsam mit Kommilitonen auch selbst Kurzfilme. In der 4. Staffel der ZDF-Serie SOKO Potsdam (2021) übernahm er eine der Episodenrollen als besorgter Freund einer verschwundenen WG-Mitbewohnerin. Während der Corona-Pandemie in Deutschland schrieb er das Drehbuch für seinen ersten eigenen Kinofilm mit dem Titel Lisbeth, mein Lisbeth, bei dem er auch als Produzent, Regisseur und Schauspieler fungiert. Der Film wurde am 27. Oktober 2022 auf den 56. Internationalen Hofer Filmtagen uraufgeführt. Am 22. Oktober 2023 startet der Film in die deutschen Kinos.
Günther lebt als freischaffender Theater- und Filmschauspieler in Berlin.

## Filmografie (Auswahl)
- 2016: Dit is Fußball! (Fernsehserie)
- 2018: Dota: Orte (Musikvideo)
- 2021: Es war einmal ein Sohn (Kurzfilm)
- 2021: SOKO Potsdam: Bittersüßer Tod (Fernsehserie, eine Folge)
- 2021: Charly (Kinofilm)
- 2021: Schneller als die Angst (Fernsehfilm)
- 2022: Lisbeth, mein Lisbeth (Kinofilm)